# Smile (bài hát của Lily Allen)
"Smile" là một bài hát của nữ ca sĩ thu âm người Anh Lily Allen, phát hành làm đĩa đơn đầu tiên cho album phòng thu đầu tay của cô, Alright, Still ngày 3 tháng 7 năm 2006. Ca khúc được viết bởi Allen, Iyiola Babalola và Darren Lewis năm 2004. Trước đó, sau khi ký một hợp đồng với Regal Recordings và nhận được sự nổi tiếng từ mạng xã hội MySpace với những demo của mình, Allen đã phát hành "LDN" với số lượng giới hạn để quảng cáo cho công việc của mình, và sau đó công bố phát hành "Smile".
Ca khúc có kết hợp nhạc ska, lời ca nói về mối quan hệ của cô với người bạn trai và sự vui mừng của cô gái trên sự đau khổ của anh. Đĩa đơn đã lọt vào top 40 của các bảng xếp hạng Úc và một số nước châu Âu, giữ vị trí quán quân trên UK Singles Chart trong 2 tuần liên tiếp và trở thành ca khúc thành công thứ 11 ở quốc gia này năm đó. Ở Hoa Kỳ, ca khúc cũng đã lọt vào Billboard Hot 100 ở vị trí 49 và đạt chứng nhận Vàng.
Để quảng cáo, "Smile" cũng đã được thu âm lại bằng ngôn ngữ Simlish trong The Sims. Video âm nhạc của bài hát kể về một sự trả thù, trong đó Allen thuê một nhóm người để phá hoại cuộc sống bạn trai cũ của cô. Nó đã bị cấm chiếu trên MTV do ca từ tục tĩu. Bài hát đã được biểu diễn trực tiếp nhiều lần, kể cả trong các talk show, chuyến lưu diễn năm 2007 và chuyến lưu diễn năm 2009 của cô, điều này khiến Allen cũng phải thốt lên rằng mình "phát ốm" vì nó. Năm 2008, ca khúc chiến thắng một giải Pop tại London Broadcast Music Incorporated Awards.

## Thành công thương mại
"Smile" đã được phát hành trên cửa hàng iTunes ở Anh vào đầu năm 2006 và xuất hiện trên bảng xếp hạng iTunes ở ngay vị trí số 1, trước khi lọt vào UK Singles Chart tại vị trí 13, chỉ tính trên doanh số tải về. Trong tuần tiếp theo, ngày 15 tháng 7 năm 2006, ca khúc đạt vị trí quán quân trên bảng xếp hạng với doanh số 39.501 bản, đánh bại "Hips Don't Lie" của Shakira và giữ vững vị trí này 2 tuần liên tiếp. Tuần tiếp đó, ca khúc rơi xuống vị trí số 4, nhường vị trí đầu bảng cho "Please, Please" của McFly. Đĩa đơn đã đứng thứ 11 trong danh sách đĩa đơn bán chạy nhất tại Anh năm 2006. Allen đã rất bất ngờ với sự thành công của bài hát và nói: "Tôi chưa bao giờ nghĩ ca khúc sẽ được xếp hạng, thậm chí là có một hợp đồng thu âm". Allen đã được xem là "một trong những niềm hi vọng sáng nhất cho rap trong nước" với bài hát này. Ca khúc cũng đạt thành công tương tự tại Ireland, lọt vào bảng xếp hạng ngày 6 tháng 7 năm 2006 và đạt vị trí số 6, trụ lại trong bảng xếp hạng trong 9 tuần. Trên toàn châu Âu, bài hát này lọt vào top 40 ở hầu hết các quốc gia nhưng không thành công như ở quê nhà của Allen. Ca khúc đạt vị trí số 10 trên Dutch Top 40 Hà Lan, 16 trên bảng xếp hạng đĩa đơn Pháp và 21 trên bảng xếp hạng đĩa đơn Thụy Sĩ. Tại Úc, "Smile" cũng đạt vị trí 14 trên ARIA Charts, và tại New Zealand nó đạt vị trí số 6.
Tại thị trường Bắc Mỹ, bài hát chỉ đạt được vị trí 49 trên Billboard Hot 100 Hoa Kỳ ngày 24 tháng 2 năm 2007, có mặt 12 tuần trên bảng xếp hạng. Cũng trong tuần đó, ca khúc leo lên vị trí 29 trên Hot Digital Songs, sau đó lần lượt là vị trí 35 trên bảng xếp hạng Pop Songs và 20 trên Adult Top 40. Tuy đạt được thứ hạng thấp nhưng "Smile" vẫn tiêu thụ được trên 500.000 bản download và đạt chứng nhận Vàng bởi Hiệp hội Công nghiệp ghi âm Hoa Kỳ ngày 9 tháng 2 năm 2009, hơn 2 năm sau khi phát hành. Ca khúc cũng đạt vị trí 72 trên Canadian Singles Chart.

## Âm nhạc và lời ca
"Smile" là một bài hát ska với tốc độ vừa, phần nhạc đệm có cả tiếng ghi-ta và piano, chứa đoạn nhạc Jackie Mittoo chơi keyboard "Free Soul" của The Soul Brothers, được sáng tác bởi Mittoo. Về nhạc lý, bài hát được viết ở nhịp C, tempo 96 nhịp/phút và hát ở giọng Fa trưởng.
Lời bài hát mô tả sự vui sướng của Lily Allen trước những rắc rối mà người bạn trai cũ gặp phải, với tâm trạng muốn trả thù: "Trường hợp tệ nhất, tôi cũng chỉ buồn một lúc thôi. Rồi tôi sẽ mỉm cười, tôi sẽ bước tiếp và mỉm cười". Cảm hứng của bài hát là từ một câu chuyện có thật trong cuộc đời Allen, khi cô chia tay với người bạn trai Lester Lloyd, kết quả là việc cô dùng ma túy và có một quãng thời gian trì trệ trong sự nghiệp.

## Biểu diễn trực tiếp và quảng cáo

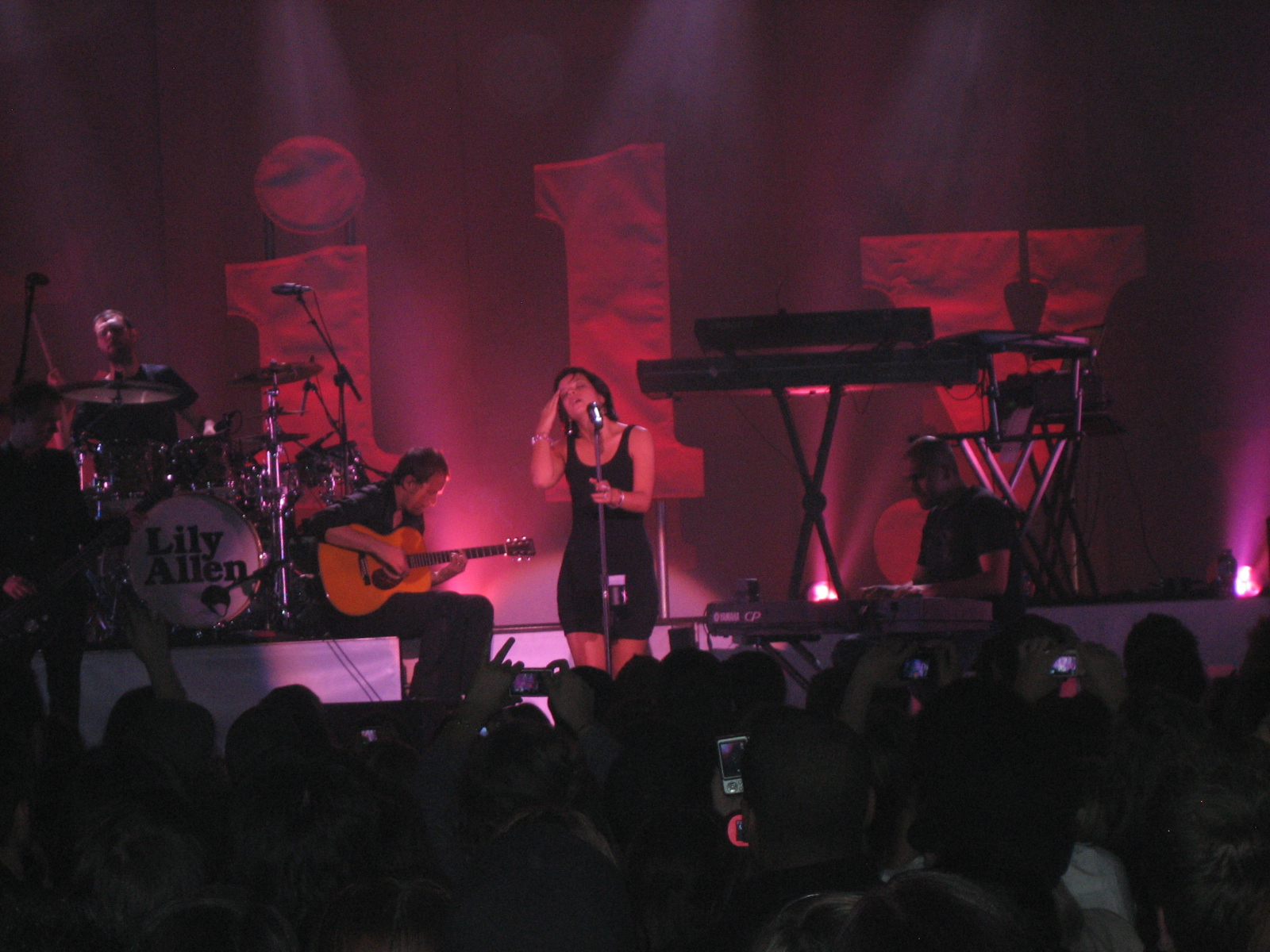
Allen biểu diễn trong chuyến lưu diễn năm 2009 tại Toronto, Canada.

Trong ngày đĩa đơn được phát hành, Allen đã xuất hiện trên Live Lounge của BBC Radio 1 cùng DJ Jo Whiley, biểu diễn một bản acoustic của "Smile" và một bản cover ca khúc "Naïve" của The Kooks. "Smile" cũng đã được biểu diễn trực tiếp chính thức trong những chuyến lưu diễn năm 2007 và năm 2009 của Allen. Tại buổi biểu diễn âm nhạc South By Southwest 2007, Allen đã nói: "Tôi đến phát ốm vì ca khúc này mất, nhưng tôi sẽ hát nó cho anh nghe, Austin" trước khi biểu diễn. Tháng 2 năm 2007, Allen xuất hiện trên Saturday Night Live của kênh NBC Hoa Kỳ với vai trò khách mời, cô đã biểu diễn "Smile" và "LDN".

## Video âm nhạc

Elliott Jordan, trong vai người bạn trai cũ, và Allen trong video "Smile".

Video âm nhạc cho ca khúc được phát hành ngày 3 tháng 7 năm 2006, do Sophie Muller đạo diễn. Video có nội dung là một sự trả thù, tương tự như nội dung của bài hát. Nó bắt đầu với cảnh Allen ngồi buồn trong phòng, ăn sô-cô-la và nhớ lại những ngày tháng trước đó với người bạn trai cũ. Chàng trai được đóng bởi Elliott Jordan. Tiếp đó, máy quay quay cảnh Allen đứng ở một góc phố, nói chuyện và đưa tiền cho một người đàn ông, nhờ ông thuê người phá bạn trai cô. Trong khi người bạn trai cũ của Allen đang đi trên đường, họ đã đánh anh, còn Allen thì đứng trong một góc gần đó chứng kiến và cười. Sau khi bị đánh, người bạn trai cũ gặp Allen trên đường và cô dẫn anh vào một quán cà phê. Tại đó, anh cố mô tả lại cho Allen việc anh đã bị đánh bởi những tên cướp như thế nào mà không biết căn hộ của mình đang bị nhóm người đó đến phá tan tành. Họ cũng phá một cái hộp đựng đĩa nhạc bằng cách vạch vào mặt của những cái đĩa và sắp chúng lại vào hộp như cũ.
Trong khi người bạn trai rời khỏi bàn một lúc, Allen lén bỏ thuốc nhuận tràng vào cốc nước của anh và khi trở lại, anh bạn trai đã uống li nước đó trước khi rời quán cà phê. Về đến nhà, anh tức giận khi thấy cảnh tượng ngôi nhà, nhưng may thay anh đã tìm thấy hộp đựng đĩa nhạc vẫn còn nguyên. Bất ngờ cơn đau bụng xảy đến với anh, tuy nhiên toa lét trong nhà không sử dụng được vì nó đã bị những tên cướp nhét đầy quần áo. Người bạn trai sau đó đã đến nhà Allen để tìm kiếm sự an ủi mà không biết cô đang cười sau lưng anh. Đến đoạn cuối, Allen bước xuống phố vào buổi tối, đi bộ và cười trong khi người bạn trai cũ – một DJ – đang ở trong một vũ trường và chuẩn bị làm việc, nhưng cuối cùng thì phát hiện tất cả đĩa nhạc đã bị hỏng.
Sau khi video bị cấm chiếu trên MTV ở Anh, Allen đã nói về điều này trong một cuộc phỏng vấn:
Tôi cảm thấy thực sự bị xúc phạm khi đĩa đơn 'Smile' của tôi bị cấm (sau giờ học) trên MTV Anh quốc chỉ vì có một từ 'fuck' trong đó. Họ nói rằng, 'Chúng tôi không muốn bọn trẻ trở thành người lớn quá sớm', nhưng họ lại chiếu những Paris Hilton, Pussycat Dolls cởi quần áo, những video xoay quanh những hình ảnh nhạy cảm, và chúng lại được chấp nhận. Họ nghĩ những đứa trẻ của họ sẽ lớn nhanh vì nghe thấy từ 'fuck' hơn là vì nghĩ rằng chúng sẽ xem những thứ kia?

## Danh sách track và định dạng
| CD Đĩa đơn 1. "Smile" – 3:17 2. "Smile" (Gutter Mix) – 2:59 Maxi single 1. "Smile" – 3:16 2. "Cheryl Tweedy" – 3:15 3. "Absolutely Nothing" – 4:02 4. "Smile" (video âm nhạc) – 3:14 | EP số Hoa Kỳ 1. "Smile" – 3:17 2. "Smile" (Gutter Mix) – 2:59 3. "Cheryl Tweedy" – 3:15 4. "Absolutely Nothing" – 4:02 Vinyl record 1. "Smile" (Digital Soundboy Mix) – 5:00 2. "Smile" (Digital Soundboy Dub) – 5:00 |

| Bảng xếp hạng (2006-07)              | Thứ hạng cao nhất |
| ------------------------------------ | ----------------- |
| Anh (Official Charts Company)        | 1                 |
| Áo (Ö3 Austria Top 40)               | 40                |
| Bỉ (Ultratop 50 Flanders)            | 27                |
| Bỉ (Ultratop 50 Wallonia)            | 33                |
| Canada (Canadian Hot 100)            | 72                |
| Cộng hòa Séc (Rádio Top 100)         | 30                |
| Đan Mạch Airplay (Tracklisten)       | 2                 |
| Đức (GfK)                            | 67                |
| Hà Lan (Dutch Top 40)                | 10                |
| Hoa Kỳ Billboard Hot 100             | 49                |
| Hoa Kỳ Pop Airplay (Billboard)       | 35                |
| Hoa Kỳ Adult Pop Airplay (Billboard) | 20                |
| Hungary (Rádiós Top 40)              | 11                |
| Ireland (IRMA)                       | 6                 |
| New Zealand (Recorded Music NZ)      | 6                 |
| Pháp (SNEP)                          | 16                |
| Slovakia (Rádio Top 100)             | 2                 |
| Thụy Điển (Sverigetopplistan)        | 38                |
| Thụy Sĩ (Schweizer Hitparade)        | 21                |
| Úc (ARIA)                            | 14                |

| Quốc gia                                  | Chứng nhận | Số đơn vị/doanh số chứng nhận |
| ----------------------------------------- | ---------- | ----------------------------- |
| Anh Quốc (BPI)                            | Bạc        | 365.000                       |
| Hoa Kỳ (RIAA)                             | Vàng       | 500.000^                      |
| ^ Chứng nhận dựa theo doanh số nhập hàng. |            |                               |